# Ha Jeong-Yeon
Ha Jeong-Yeon es una deportista surcoreana que compitió en taekwondo. Ganó una medalla de oro en el Campeonato Mundial de Taekwondo de 2003, en la categoría de –55 kg.

## Palmarés internacional
| Campeonato Mundial | Campeonato Mundial                | Campeonato Mundial | Campeonato Mundial |
| Año                | Lugar                             | Medalla            | Categoría          |
| ------------------ | --------------------------------- | ------------------ | ------------------ |
| 2003               | Garmisch-Partenkirchen (Alemania) | Medalla de oro     | –55 kg             |